# Tim Smith
Timothy Colin Smith (15 de octubre de 1983) es un político y deportista australiano que compitió en remo. Ganó una medalla de bronce en el Campeonato Mundial de Remo de 2004, en la prueba de ocho con timonel ligero.
Realizó estudios superiores en la Universidad de Melbourne, en donde se graduó en Política e Historia, y cursó el posgrado de Política internacional. Entre 2014 y 2022 fue miembro del Parlamento de Victoria por el Partido Liberal.

## Palmarés internacional
| Campeonato Mundial | Campeonato Mundial | Campeonato Mundial | Campeonato Mundial      |
| Año                | Lugar              | Medalla            | Prueba                  |
| ------------------ | ------------------ | ------------------ | ----------------------- |
| 2004               | Bañolas (España)   | Medalla de bronce  | Ocho con timonel ligero |